# ファイナルジャグラー
『ファイナルジャグラー』は、2006年4月に北電子が開発・販売したパチスロ機である。保通協における型式名称は「ジャグラーTM2」。

## 概要
名前の通り、4号機最後のジャグラーシリーズであるが、基本的には『ジャグラーTM』と全く同じシステム、ゲーム性である。パネルが、ピンク・グリーン・オレンジ・ブルー・ストライプ・ホワイトの6種類存在し、地域性を意識したデザインとなっている。
一部で、無音告知がTMに比べ多いなどのオカルト論は健在であるが、本機に至っても特段これといったアレンジは加えられていない。導入率は伸びなかったが、それでもかなりのホールで導入されている。2007年6月に検定切れとなりホールからは撤去された。
本機種の機種名に「ファイナル」の文字が入っていたが、5号機検定において「アイムジャグラーEX」が検定通過したということで、5号機においてもジャグラーシリーズは継続することとなった。

## ゲーム機
- オンラインゲームサイト『777town.net』にてプレイが可能である。